# STS-37
STS-37 (ang. Space Transportation System) – ósma misja wahadłowca kosmicznego Atlantis i trzydziesta dziewiąta programu lotów wahadłowców.

## Załoga
źródło
- Steven Nagel (3)*, dowódca  (CDR)
- Kenneth Cameron (1), pilot (PLT)
- Jerry Ross (3), specjalista misji 2 (MS2)
- Jerome "Jay" Apt (1), specjalista misji 3 (MS3)
- Linda Godwin (1), specjalista misji 1 (MS1)

*(liczba w nawiasie oznacza liczbę lotów odbytych przez każdego z astronautów)

## Parametry misji
- Masa:
  - startowa orbitera: 115 502 kg
  - lądującego orbitera: 86 651 kg
  - ładunku: 17 204 kg
- Perygeum: 450 km
- Apogeum: 462 km
- Inklinacja: 28,5°
- Okres orbitalny: 93,7 min

## Cel misji
Umieszczenie na orbicie satelity GRO (Gamma Ray Observatory), później przemianowanego na CGRO (Compton Gamma Ray Observatory), umożliwiającego obserwacje Wszechświata w zakresie promieniowania gamma.

## Spacer kosmiczny
źródło
- EVA-1 (7 kwietnia 1991, 4 godz. 31 min): J. Ross, J. Apt
- EVA-2 (8 kwietnia 1991, 5 godz. 58 min): J. Ross, J. Apt.